# 末田倫子
末田 倫子（すえだ ともこ、1962年5月27日 - ）は、フリーアナウンサー。元山陽放送（RSK）アナウンサー

## 来歴・人物
岡山県津山市出身。子供の頃は転校が多く、その頃に唯一、声を褒められたことがあるという。大学生時代に手話を習い、手話通訳技能認定試験に合格。
千葉大学文学部卒業後の1985年、山陽放送（RSK）に入社。入社1年目の頃から日本航空123便墜落事故など大きな事故・事件の取材・レポーターなどを多く経験する。同社退社後はフリーとして活動。主にラジオパーソナリティー、ナレーション、司会を務める一方で、日本語教師としても活動している。

## 現在の担当番組

### ラジオ
- Wake Up メロディー（綜合放送、2008年 - ）
- 今日は何の日?（綜合放送）

## 過去の担当番組

### テレビ
- 山陽TVイブニングニュース（RSK キャスター）
- ホットライン110番（テレビ朝日 アシスタント、レポーター）

### ラジオ
- ハロー!青春（RSK インタビュアー）
- 土曜ジャンボ!（RSK）
- ほのぼのワイド（RSK）[1]
- サテスタワイド VIVA!アフタヌーン（RSK）[1]
- 子育て110番（綜合放送）
- 子育て救急隊（綜合放送）
- ラジオエッセイ（綜合放送）
- 食べ物メモ（綜合放送）
- オカリナの詩（綜合放送）

## 著書
- 『日本語教科書「できる日本語 中級」』（共同執筆、2013）